# Поп-ап галерея
Поп-ап галерея (от англ. pop-up — «неожиданно возникнуть») — формат художественной галереи, предполагающий отсутствие постоянного помещения. Экспозиции выставок размещаются в разнообразных локациях.
Предтечей поп-ап галерей в России можно считать культурную традицию квартирных выставок, практиковавшихся в СССР с 60-х годов XX века. Причём, если квартирные выставки появились, в первую очередь, в силу идеологических причин, то возникновение поп-ап галерей объясняется чаще всего бюджетными соображениями.
Наиболее известной на сегодняшний день в России поп-ап галереей является галерея «Пальто», созданная в 1995 году московским художником Александром Петрелли.